# عين دارة (موقع أثري)
عين دارة مدينة أثرية تقع غربي قرية عين دارا الحالية بمسافة / 1 / كم. وعلى مسافة / 5 / كم جنوبي مدينة عفرين في سوريا. تحيط بها سهول خصبة من ثلاث جهات، ويحدها نهر عفرين من الغرب على بعد بضع مئات من الأمتار منها. كما يخترق الموقع جدول ماء نبع عين دارة، الذي يأخذ مجراه من بحيرتها الصغيرة، ليصب في نهر عفرين غربي التل.
وهي آبدة تاريخية اثرية أخاذة تقع على الطريق الواصل من حلب إلى اعزاز وعفرين، تعود المدينة إلى العصر الأرامي مابين 1200 – 740 قبل الميلاد. تتكون المدينة حالياً من آثار ومعبد يضم تماثيل مختلفة تمثل حيوانات مجنحة وتماثيل لأبو الهول ونقوش وآثار كثيرة وعثر في الموقع على لوحة بازلتية تمثل الآلهة عشتار.
يتألف هذا الموقع الأثري الهام من قسمين: جنوبي صغير وقديم، وشمالي كبير.
1. القسم الجنوبي: وهو مرتفع صغير من الأرض، تبلغ مساحته نحو دونم واحد. يقول الأثريون عنه: بأنه عبارة عن قرية زراعية من العصر الحجري الحديث، سكنها الإنسان منذ حوالي عشرة آلاف عام. إلا أنه لم تجر فيها أعمال تنقيب واسعة، سوى عملية سبر بسيطة أظهرت بعض الأدوات الصوانية، وأحجار بناء، تعود للعصر الحجري الحديث.

1. القسم الشمالي: يتألف هذا القسم من جزئين، شمالي: وهو أرض منبسطة بمساحة / 4600 / مترا مربعاً ويطلق عليها المدينة التحتانية. يقول عنها د. أبو عساف: | عين دارة (موقع أثري) | انه في نهاية الألف الثانية ق.م، أحيطت هذه المدينة بأسوار دفاعية وبأبراج، وكان للمدينة أربعة أبواب في جهاتها الأربعة ولإيزال بقايا سورها موجودا في الناحية الغربية من المدينة | عين دارة (موقع أثري) |. إلا أنه لم يجر تنقيب في هذا الجزء إلا في مكان الباب الشمالي، وبعض أماكن السور الغربي. جنوبي: وهو تل عيندارا المعروف، وتبلغ مساحة سطحه 7500 مترا مربعاً، ويسميه الأثريون (المدينة الفوقانية) وأبرز ما يميز هذا الجزء عن غيره، هو معبده الأثري المشهور في الجهة الشمالية.

في أواخر يناير 2018، تعرض المعبد لأضرار بالغة من جانب الطائرات النفاثة التابعة للقوات الجوية التركية خلال هجومها في عفرين. تشير التقارير إلى أن نسبة 60 في المائة على الأقل من المعبد تم تحويلها إلى أنقاض.

## التاريخ

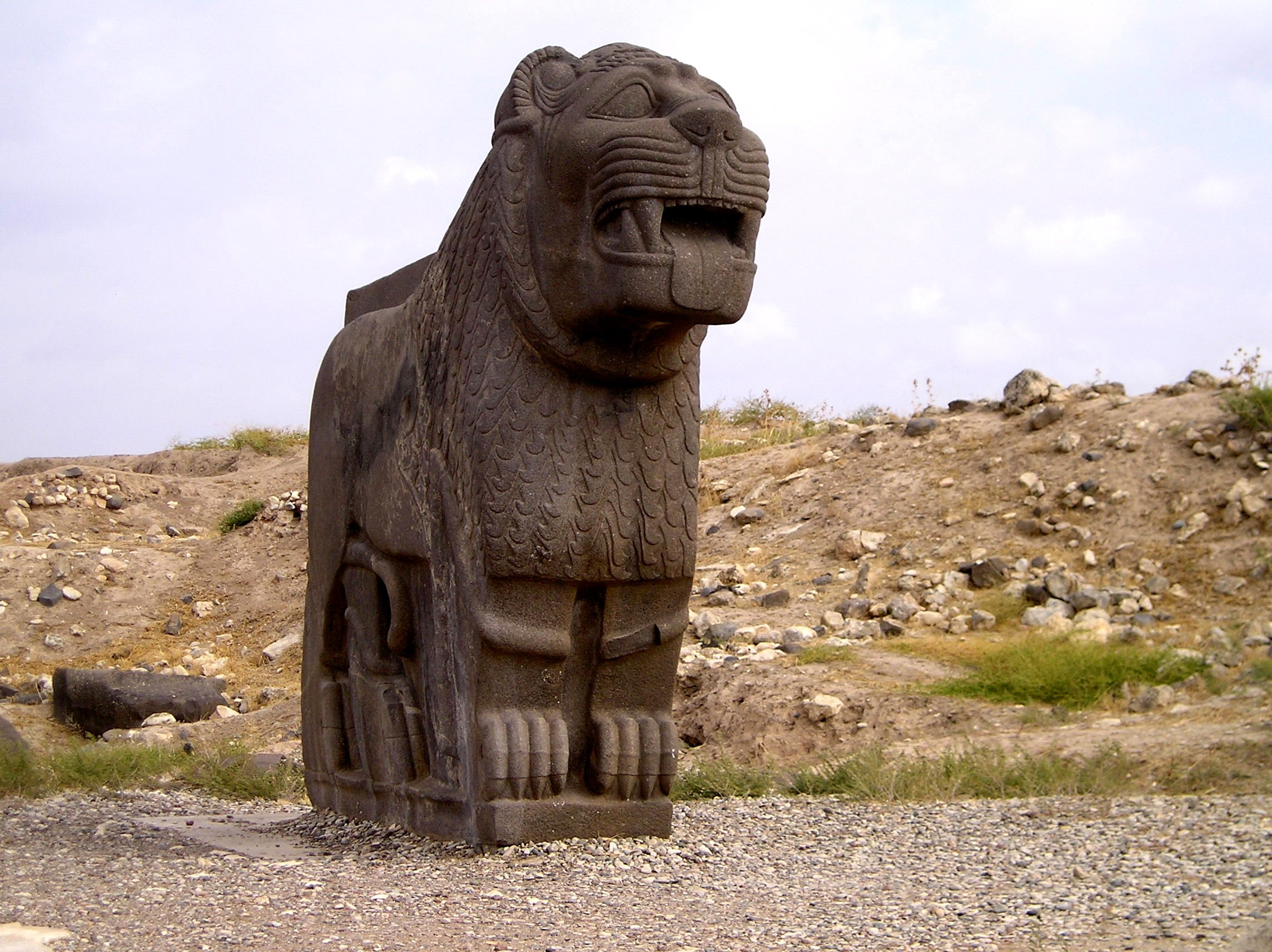
تمثال أسد ضخم من البازلت وجد في عام 1955

تختلف الآراء حول تاريخ بناء هذا المعبد. المصادر الرسمية السورية تربطه بالفترة الآرامية، مع أن معظم الباحثين يرجحون بدايات حيثية وهورية للمعبد، حيث يقول د.شعث ص 58: إن المعبد مقام على طراز هيلاني، وهو نمط بناء هوري - ميتاني، وقد ساد هذا الشكل من البناء في سوريا الشمالية بين الفترة / 1200-700 / ق.م، وقد برهنت حفريات عين دارا على الصلة الحضارية الوثيقة التي ربطت مناطق شمال سوريا بالحضارة الحيثية. هذا، وقد عثر المنقبون في المعبد على كسرات لكتابات هيروغليفية حيثية من الألف الأول ق.م. ويجزم كتاب دليل حلب السياحي: بأن المعبد حيثي ويعود إلى الآلف الأول ق.م. كما عثر في حفريات المعبد على لوحة للآلهة عشتار بالحجم الطبيعي، ولكن كما يقول د. أبو عساف (وهو من الفريق الذي عمل في تنقيبات المعبد والتل): إن الزائر للمعبد يتوق إلى معرفة الرب الذي شيد له هذا المعبد وكرس لعبادته، ولكن لم نعثر على وثائق كتابية بهذا الخصوص. إلا أنه من المؤكد، أن وجود تماثيل الأسود في مدخل المعبد، وعلى البوابة، وفي كل محيط المعبد تقريباً، لا يدع مجالاً للشك بأنها على نمط بناء الشعوب الجبلية في هده البقعة من شمال سوريا (كما يقول مورتكارت (ص 229)):
.
وهذا يربط بناء المعبد بفترة ما قبل عام 1200 ق.م، أي فترة وجود الإمبراطورية الحيثية على الأقل. فالمعبد الرئيسي في آلالاخ، تم تزيينه في مرحلته الأخيرة بتماثيل على شكل الأسود، نحتت من البازلت، وهي تعود إلى سوية بناء الفترة من 1347 –1283 ق.م. وإن أقدم نماذج لمثل هذه التماثيل هي التي كانت قائمة على أبواب قرقميش (جرابلس).
أما تاريخ استقرار الإنسان في القسم الشمالي من تل عين دارا بجزأيه الشمالي والجنوبي، فإنه يعود إلى الألف الرابعة ق.م، واستمر ذلك حتى العهد العثماني مع فترات انقطاع.

### العصر الآرامي المتأخر 740 – 530 ق.م
من آثار هذه الفترة العثور من الغرب.

### العصر الأخميني (البارسي) 530 – 330 ق.م
من اللقى الأثرية في هذا العصر، دمى أنثوية للربة عشتار وتميمة من الحجر البللوري، مثل عليها (أهورامزدا) الرب الفارسي الممتد مع قرص الشمس المجنح. كما عثر على البقايا المعمارية لهذه الفترة فوق أنقاض المعبد.

### العصر اليوناني - السلوقي 330 – 80 ق.م
كانت المدينة محصنة ومزدهرة في هذه الفترة، حيث عثر على فخار سوري ويوناني، وكميات كبيرة من الفضة السلوقية.

### الفترة الرومانية البيزنطية
لم يعثر في الموقع على آثار تدل على أنه كان مسكوناً في هذا العصر ويبدو أن المركز الإداري للمنطقة كان منقولاً في هذه الفترة من عين دارا إلى باسوطة المجاورة.

### العصر الأموي - العباسي

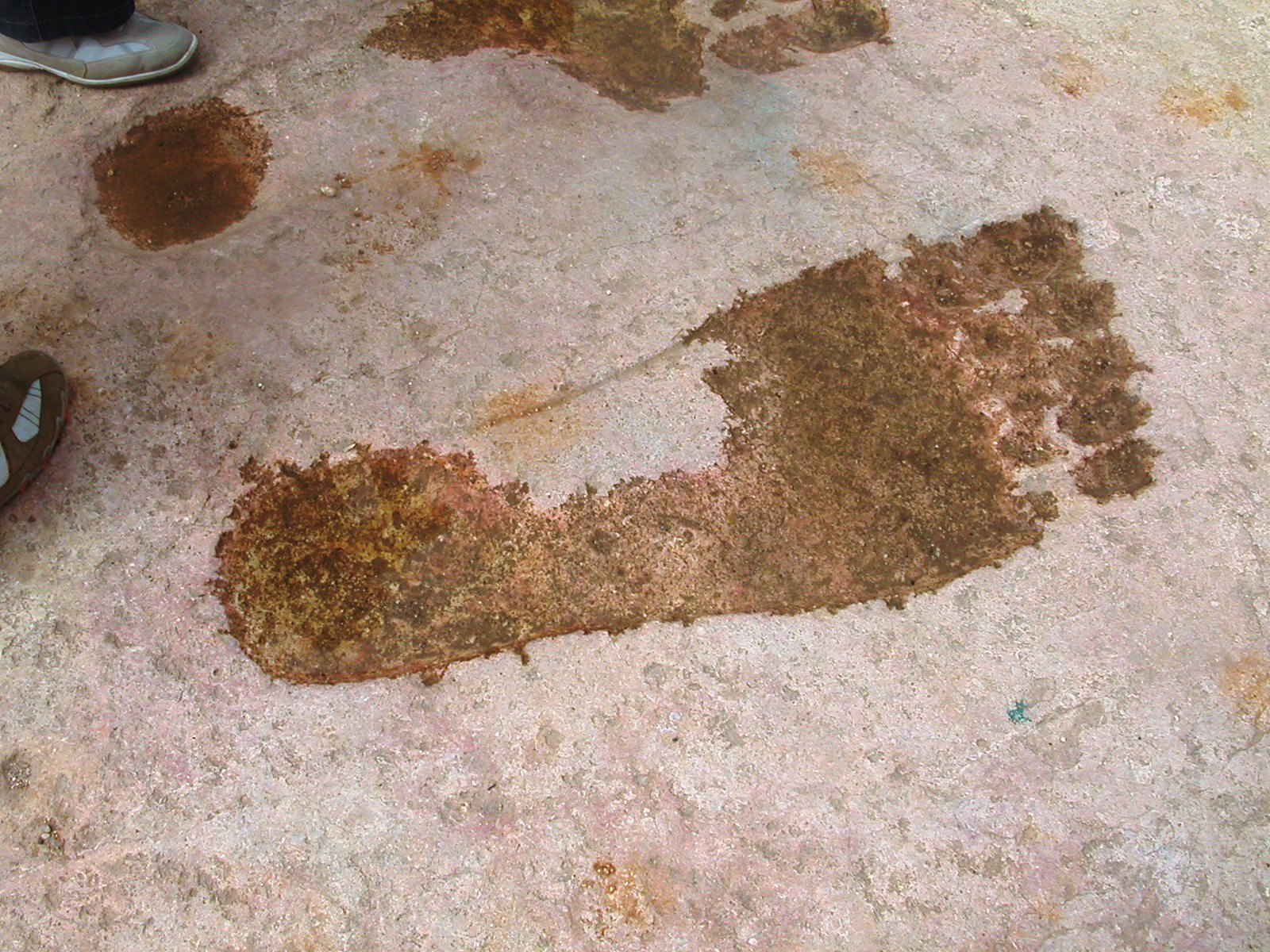
ثار أقدام كبيرة مأخوذة على عتبة معبد عين دارة

عادت الحياة إلى هذا الموقع من جديد، واشتغل أهلها بالزراعة، واستخدموا النورج والمحراث الخشبي ذو النصل الحديدية، مثلما كان عليه الحال في جبل ليلون قبل ثلاثة عقود فقط، ثم اختفت تلك الوسائل الزراعية بحلول الوسائل الحديدية. واستمر ازدهار المدينة بعد خضوعها ثانية للبيزنطيين عام / 969 / م (أيام الدولة الحمدانية في شمال سورية)، حيث وجدت فيها مبان جيدة، ومنشآت عامة، ومعاصر للزيتون، وأفران لصناعة الخبز وصهر الحديد. وعثر في الموقع، على آثار كنيسة القرية وعلى العديد من الصلبان البرونزية في الكنيسة، وفي البيوت وعلى الكثير من أدوات الفلاحة، كالمحاريث والمناجل والمقصات الحديدية وغيرها. ومن أهم اللقى الأثرية كمية من النقود الذهبية في المنازل المحترقة، تعود إلى قياصرة بيزنطيين. وفي هذا العصر كان السور الدفاعي للقرية منيعاً ذا أبراج قوية، وقد أنشئ حصن في الزاوية الجنوبية من التل.

### العصر المملوكي
بعد تراجع الحكم البيزنطي أمام دخول السلاجقة الأتراك إلى شمال سوريا وأواسط الأناضول في عام 1086 م، أحرقت القرية البيزنطية في عين دارا، ودمرت تدميراً شاملاً وأقيمت فوق أنقاضها بيوت جديدة، ولكنها هي الأخرى هجرت بعد فترة قصيرة وتحولت القرية (المدينة) إلى أطلال.
وقد تم التنقيب في موقع عيندارا، من قبل بعثة وطنية سورية، لأول مرة في عام 1954. وتوالت الاكتشافات خلال عدة مواسم عمل، فاكتشف هذا المعبد الهام في أواخر الستينات.

### الضرر من قبل الجيش التركي
في أواخر يناير 2018، أفادت كل من المديرية العامة السورية للآثار والمتاحف والمرصد السوري لحقوق الإنسان بتدمير المعبد إلى حد كبير في أعقاب الغارات الجوية التي شنتها القوات الجوية التركية أثناء هجومها في عفرين. وقد أبلغ عن عمليات القصف الجوي لموقع عين دارة لأول مرة من قبل أحد السكان المحليين وذلك عن طريق المؤسسة الهولندية للبث الإذاعي في 23 يناير 2018.
أصدرت المديرية العامة للآثار والمتاحف ووزارة الثقافة السورية بيانا تدين فيه الهجوم على الموقع بوصفه "عدوان من النظام التركي على المواقع الأثرية في ريف حلب الشمالي"، ودعت المنظمات الدولية إلى إدانة الهجوم على عين دارة.